# Awad Zaid
Awad Zaid (1º gennaio 1993) è un calciatore sudanese, centrocampista dell'Al-Ahli Khartoum e della Nazionale sudanese.

## Carriera

### Nazionale
Ha debuttato in Nazionale il 26 marzo 2022, nell'amichevole Repubblica Centrafricana-Sudan (0-0), subentrando a Jumaa Galag al minuto 70. Ha partecipato, con la Nazionale, alla Coppa d'Africa 2021. È sceso in campo, inoltre, nelle qualificazioni alla Coppa d'Africa 2023.

## Statistiche

### Cronologia presenze e reti in nazionale
Statistiche aggiornate al 6 ottobre 2022.

| Cronologia completa delle presenze e delle reti in nazionale ― Sudan | Cronologia completa delle presenze e delle reti in nazionale ― Sudan | Cronologia completa delle presenze e delle reti in nazionale ― Sudan | Cronologia completa delle presenze e delle reti in nazionale ― Sudan | Cronologia completa delle presenze e delle reti in nazionale ― Sudan | Cronologia completa delle presenze e delle reti in nazionale ― Sudan | Cronologia completa delle presenze e delle reti in nazionale ― Sudan | Cronologia completa delle presenze e delle reti in nazionale ― Sudan |
| Data                                                                 | Città                                                                | In casa                                                              | Risultato                                                            | Ospiti                                                               | Competizione                                                         | Reti                                                                 | Note                                                                 |
| -------------------------------------------------------------------- | -------------------------------------------------------------------- | -------------------------------------------------------------------- | -------------------------------------------------------------------- | -------------------------------------------------------------------- | -------------------------------------------------------------------- | -------------------------------------------------------------------- | -------------------------------------------------------------------- |
| 26-3-2022                                                            | Dar es Salaam                                                        | Rep. Centrafricana                                                   | 0 – 0                                                                | Sudan                                                                | Amichevole                                                           | -                                                                    | 70’                                                                  |
| 8-6-2022                                                             | Omdurman                                                             | Sudan                                                                | 2 – 1                                                                | RD del Congo                                                         | Qual. Coppa d'Africa 2023                                            | -                                                                    |                                                                      |
| Totale                                                               |                                                                      | Presenze                                                             | 2                                                                    |                                                                      | Reti                                                                 | 0                                                                    |                                                                      |